# Naborgane
Naborgane är en ort i Burkina Faso.   Den ligger i regionen Sud-Ouest, i den sydvästra delen av landet, 250 km sydväst om huvudstaden Ouagadougou. Naborgane ligger 292 meter över havet och antalet invånare är 939.
Terrängen runt Naborgane är platt. Närmaste större samhälle är Diébougou, 13,4 km öster om Naborgane.
Omgivningarna runt Naborgane är huvudsakligen savann. Runt Naborgane är det ganska tätbefolkat, med 75 invånare per kvadratkilometer.